# Kostprijs
De (integrale) kostprijs van een product of dienst bestaat uit de totale kosten (financieel) die gemaakt worden voor het produceren of leveren van het product of de dienst. Volgens de definitie van prof. Theodore Limperg wordt onder het begrip kostprijs verstaan: "de kwantitatieve voorstelling van het offer, dat de producent brengt bij ruil van de door hem op een markt aangeboden goederen of diensten." In grote lijnen kan bij het bepalen van een kostprijs door de ondernemer gekozen worden uit de integrale kostprijsmethode (ook wel absorption costing genoemd) en de directe kostenmethode (ook wel direct costing genoemd). De hoogte van de kostprijs kan afhankelijk zijn van de vaste kosten, variabele kosten, normale productie en werkelijke productie.

## Directe en indirecte kosten
Bij het bepalen van de kostprijs speelt vervolgens nog de vraag hoe de verschillende kosten binnen de onderneming aan de producten toegerekend kunnen worden. Over het algemeen is dit voor de directe kosten relatief eenvoudig: doorgaans kunnen deze kosten gedeeld worden door het aantal vervaardigde producten om per stuk de kosten te berekenen. De toerekening van indirecte kosten levert over het algemeen meer problemen op, aangezien er geen directe relatie tussen deze kosten en het product bestaat.
In de praktijk worden verschillende vormen van kostprijsberekening gehanteerd: de delingsmethode, de equivalentiemethode, de opslagmethode, de kostenplaatsenmethode en ten slotte de wat aparte vorm van Activity-based Costing. Het gaat bij ieder van deze methoden dus om de vraag hoe de indirecte kosten op een juiste wijze toegerekend kunnen worden binnen de kostprijs van goederen of diensten. 

### Delingsmethode
De delingsmethode of delingscalculatie is vooral in gebruik bij een organisatie die een enkele dienst verricht of soort goederen produceert. De som van de indirecte kosten wordt eenvoudigweg gedeeld door het aantal producten (prestaties) om zo op het bedrag per eenheid te komen. Eigenlijk wordt het verschil tussen directe en indirecte kosten in deze methode verwaarloosd. Beide kosten worden immers gedeeld door het aantal stuks om tot een aandeel in de kostprijs te komen. 

### Equivalentiemethode
De equivalentiemethode is juist geschikt wanneer een organisatie meerdere diensten verricht of een onderneming meerdere goederen levert. Wordt bijvoorbeeld met behulp van dezelfde machine een aantal soorten product bewerkt of gemaakt, dan zou de onderneming moeten vastleggen hoeveel uur en bewerkingstijd is voor iedere soort product. Vervolgens worden de totale indirecte kosten volgens deze verdeelsleutel aan de producten toegerekend.

### Opslagmethode
Voor een bepaalde periode worden de verschillende soorten directe en indirecte kosten begroot. Vervolgens worden de indirecte kosten bepaald als percentage van het totaal van de directe kosten of van een van de directe kostensoorten, bijvoorbeeld de directe lonen. De integrale kostprijs wordt berekend door voor ieder soort product de directe kosten te bepalen en vervolgens een opslagpercentage voor indirecte kosten hierop toe te passen. Directe kosten plus indirecte kosten geven de integrale kostprijs. Het opslagpercentage kan ook goed bij de budgettering gebruikt worden. Indien een onderneming of een afdeling van een onderneming slechts één soort product maakt, zijn er eigenlijk geen indirecte kosten omdat dan alle kosten op dat product betrekking hebben. In dat geval kan de kostprijs ook worden berekend met de formule k = C/N + V/W.  
In deze formule staan de variabelen voor de volgende betekenissen: 'k' is de kostprijs; 'C' zijn de constante kosten; 'N' is de normale productie; 'V' zijn de variabele kosten en 'W' is de werkelijke productie.

### Kostenplaatsmethode
Bij deze methode wordt de onderneming (of organisatie) onderverdeeld in een stelsel van kostenplaatsen. Een kostenplaats is een reëel of fictief bedrijfsonderdeel waar een bepaalde, homogene prestatie wordt geleverd. Er wordt gesproken van eindkostenplaatsen als dit een gemeten prestatie is, rechtstreeks geleverd aan een hoofdkostendrager (=eindproduct). Er wordt gesproken van een hulpkostenplaats als dit een gemeten prestatie is ten behoeve van een andere kostenplaats. Er wordt gesproken van een algemene kostenplaats, als de prestatie niet wordt gemeten of niet kan worden gemeten. Kostenplaatsen kunnen bijvoorbeeld personeelsleden zijn. Iedere kostendrager krijgt dan een kostenplaatsnummer toegekend. Er kan per personeelslid worden beoordeeld hoeveel tijd men besteed aan activiteiten als verkoop, marketing, inkoop etc zodat de loonkosten in deze verhouding toegerekend kunnen worden. 
De indirecte kosten worden toegerekend aan de kostenplaatsen. Per kostenplaats wordt de normale bezetting bepaald. Op basis van de gebudgetteerde kosten per kostenplaats en de normale bezetting per kostenplaats kan voor iedere kostenplaats een kostprijstarief per prestatie-eenheid worden vastgesteld.
Telkens wanneer in een bepaalde kostenplaats de prestatie wordt geleverd, wordt het kostprijstarief van deze kostenplaats naar de afnemende kostenplaats of de betreffende kostendrager doorberekend. Op deze wijze worden de indirecte kosten naar de eenheden eindproduct verbijzonderd. Per kostenplaats kunnen de kosten worden beheerst. Ook kan per kostenplaats de bezetting van de capaciteit worden beheerst.
De kostenplaatsenmethode is veelal in gebruik bij grotere organisaties en ook bij non-profit organisaties zoals bepaalde overheidsinstellingen.

### Activity-based costing
Robert S. Kaplan en W. Bruns introduceerden Activity-based costing in 1987 in hun boek Accounting and Management: A Field Study Perspective., waarin indirecte kosten worden toegerekend op activiteitenniveau, in plaats van op homogeen bedrijfsonderdeel. Qua systematiek vertoont deze methode sterke overeenkomst met de kostenplaatsenmethode. Hier worden de indirecte kosten echter toegerekend aan activiteiten, gebundeld in activiteitencentra. Onderkenning van de activiteiten en definiëring van de activiteitencentra geschieden met behulp van een waardeketen - en activiteitenanalyse.
Per activiteitencentrum wordt de meest kenmerkende activiteit tot cost driver benoemd. Per cost driver wordt een tarief vastgesteld op basis van de toegerekende (gebudgetteerde) kosten van de activiteiten en het verwachte aantal malen dat de betreffende activiteit in de betreffende periode zal plaatsvinden. Daarbij laat men geen bezettingsresultaten ontstaan. Ligt het aantal malen dat de cost driver wordt gebruikt lager dan verwacht, dan stijgt het tarief per keer. Zo kan de achteraf bepaalde integrale kostprijs afwijken van de vooraf gecalculeerde kostprijs.